# Lijst van burgemeesters van Onstwedde
Dit is een lijst van burgemeesters van de voormalige Nederlandse gemeente Onstwedde in de provincie Groningen. Op 1 januari 1969 werd een deel van de voormalige gemeente Wildervank gevoegd bij de voormalige gemeente Onstwedde. De nieuwe gemeente kreeg de naam Stadskanaal.
| Ambtsperiode | Naam burgemeester       | Partij of stroming | Bijzonderheden                                                                              |
| ------------ | ----------------------- | ------------------ | ------------------------------------------------------------------------------------------- |
| 1812 - 1827  | Abel Boels              |                    | ovl. 5 november 1827                                                                        |
| 1828 - 1845  | Harm Karskens           |                    | was assessor (wethouder) van Onstwedde                                                      |
| 1845 - 1860  | mr. Frederik Roessingh  |                    | tevens burgemeester van Vlagtwedde                                                          |
| 1860 - 1869  | Tonnis Klaassens Land   |                    | tevens burgemeester van Vlagtwedde, ovl. 17 februari 1869                                   |
| 1869 - 1917  | Izaäk Herman Reijnders  |                    |                                                                                             |
| 1917 - 1929  | Klaas van Sevenhoven    | ARP                | was burgemeester van Bedum                                                                  |
| 1929 - 1939  | Pieter Bergmeijer       | ARP                | was burgemeester van Almkerk                                                                |
| 1940 - 1943  | Karel Gerrits           | ARP                | was burgemeester van Smilde                                                                 |
| 1943         | H. Tjabbes              | NSB                | bestuursraad (interim burgemeester)                                                         |
| 1943 - 1945  | A.D.A.R.E.A. Fransema   | NSB                |                                                                                             |
| 1945 - 1952  | Karel Gerrits           | ARP                |                                                                                             |
| 1952 - 1969  | Sieto Robert Knottnerus | CHU                | was burgemeester van Scheemda, werd burgemeester van de nieuw gevormde gemeente Stadskanaal |